# Museum für volkstümliche Baukunst

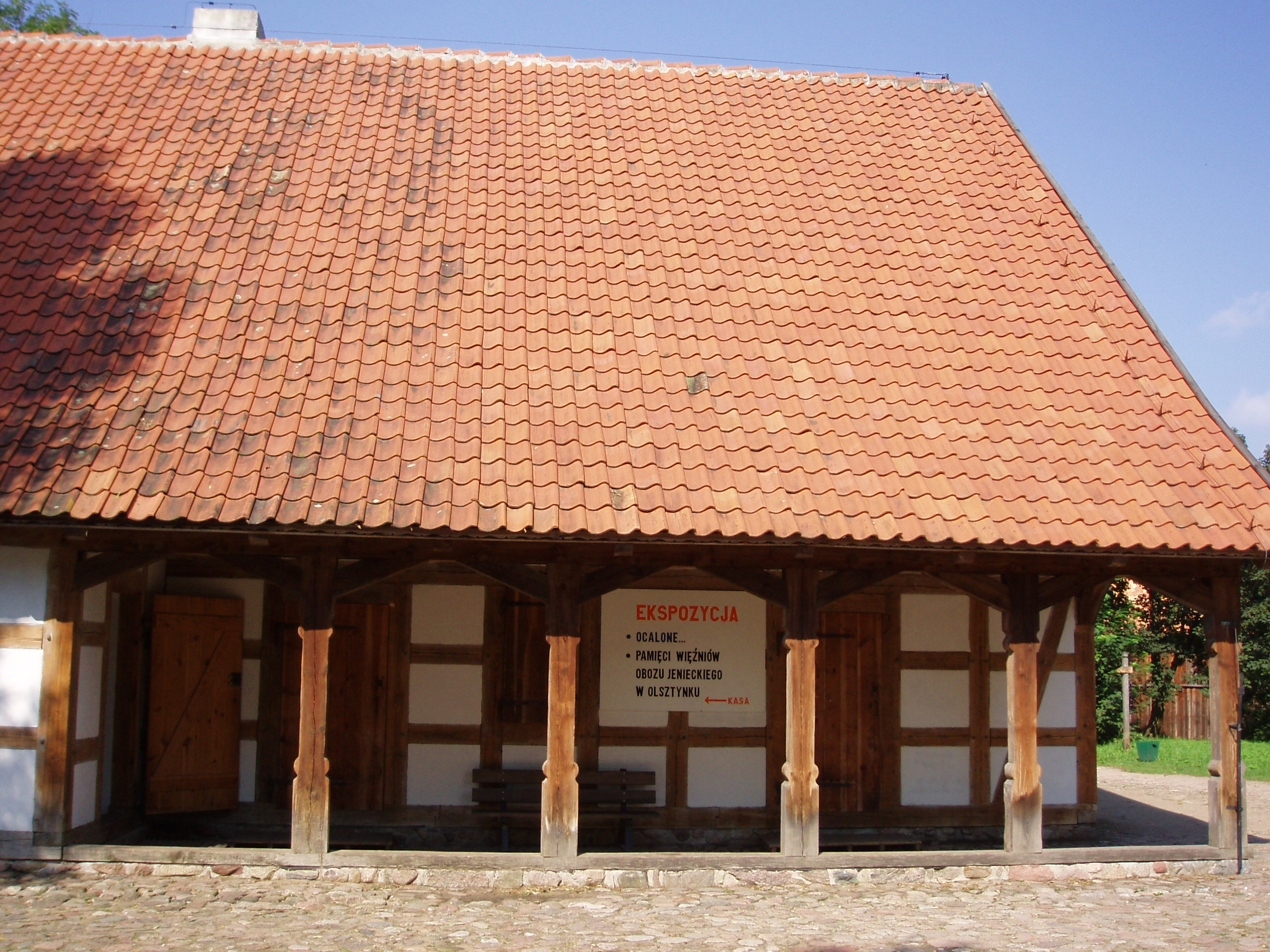
Wirtshaus

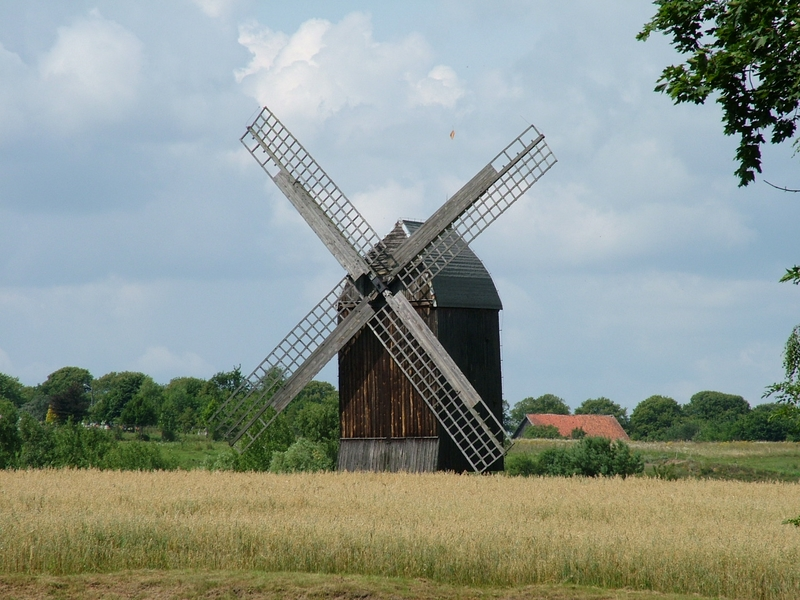
Windmühle

Das Museum für volkstümliche Baukunst (poln. Muzeum Budownictwa Ludowego – Park Etnograficzny) befindet sich in der Woiwodschaft Ermland-Masuren in  Olsztynek (Hohenstein i. Ostpr.). Es gehört zu den größten in Polen.
Das Freilichtmuseum wurde im Jahre 1938 errichtet. Den Anstoß für die Sammlung gab die Verlegung des Freilichtmuseums aus dem Königsberger Tiergarten, das das erste deutsche Freilichtmuseum war. Das Freilichtmuseum zeigt einige Dutzend originale und rekonstruierte Gebäude aus Ermland, Masuren und Preußisch Litauen. Es werden Fachwerkhäuser aus Holz, Speicher, Windmühlen, Wirtschaftsgebäude, ein Wirtshaus und die Kopie eines Kirchleins gezeigt. Alle Gebäude sind mit entsprechender Ausstattung und teilweise mit Haustieren versorgt.